# Giới Khởi sinh

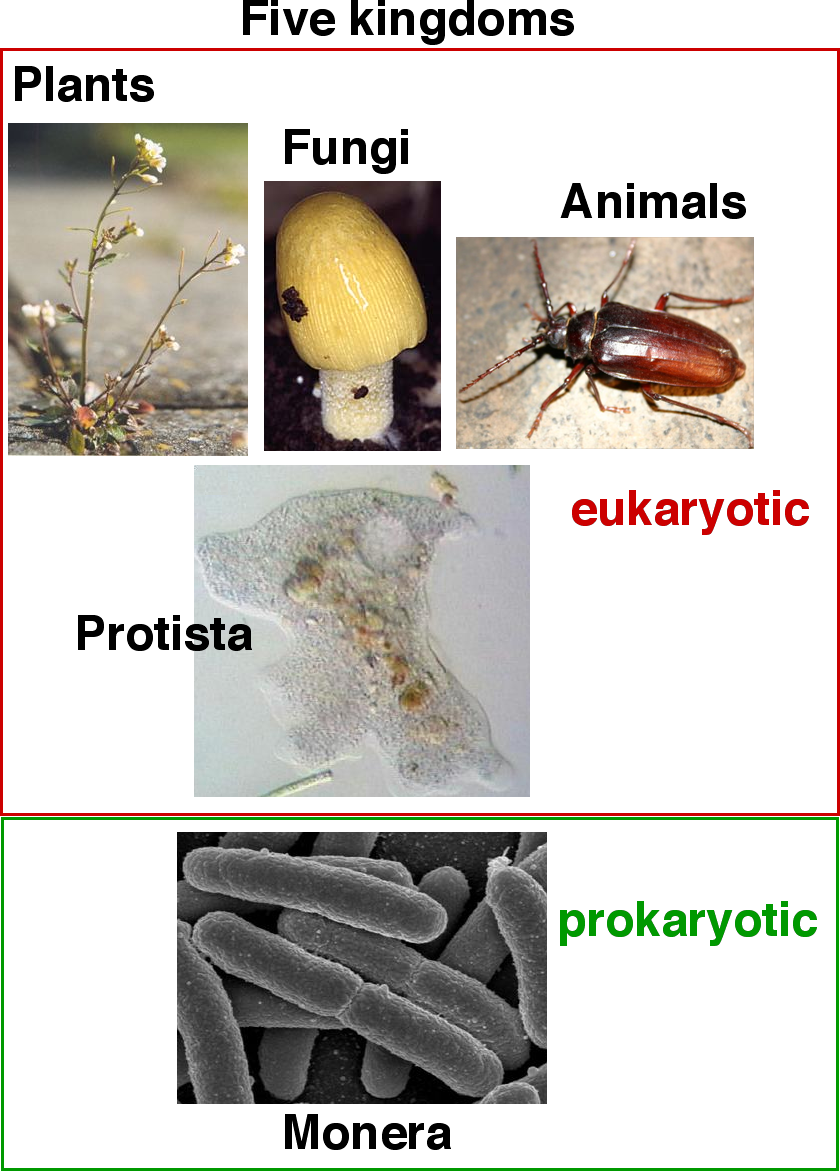
5 sinh giới

Giới Khởi sinh (Monera) là một giới trong hệ thống năm giới của phân loại sinh học. Nó là những sinh vật nhỏ bé có kích thước hiển vi (từ 1-3μm) cấu tạo bởi các tế bào nhân sơ, là những sinh vật cổ sơ nhất xuất hiện khoảng 3,5 tỷ năm trước đây. Chúng sống khắp nơi, trong đất, nước, không khí; phương thức dinh dưỡng rất đa dạng: hoá tự dưỡng, hoá dị dưỡng, quang tự dưỡng và quang dị dưỡng. Nhiều vi khuẩn sống ký sinh trong các cơ thể khác. Vi khuẩn có chứa nhiều sắc tố quang hợp trong đó có diệp lục như vi khuẩn lam có khả năng tự dưỡng quang hợp như thực vật.
Giới Khởi sinh bao gồm phần lớn các sinh vật với cấu trúc tế bào nhân sơ. Vì lý do này nên giới Monera đôi khi cũng được gọi là Prokaryota hay Prokaryotae. Trước khi có sự tạo ra giới này thì nhóm sinh vật trong giới đã được coi như là thuộc về hai ngành tách rời của thực vật: Schizomycetes (vi khuẩn) đã được coi là nấm, và Cyanophyta được coi là tảo lục-lam. Nhóm cuối cùng này hiện nay được coi là một nhóm trong vi khuẩn, thông thường gọi là vi khuẩn lam và hiện tại đã biết là không có quan hệ họ hàng gần với thực vật, nấm hay động vật.
Các phân tích chuỗi gen DNA và RNA gần đây đã chứng minh rằng có hai nhóm chính của sinh vật nhân sơ là vi khuẩn (Bacteria) và vi khuẩn cổ (Archaea), chúng dường như không có mối quan hệ gần gũi hơn với nhau khi so với mối quan hệ của từng nhóm đối với sinh vật nhân chuẩn (Eukaryota/Eukarya). Vì thế, Monera kể từ đó đã bị chia ra thành Archaea và Bacteria, tạo thành hệ thống sáu giới và hệ thống ba vực gần đây. Tất cả các sơ đồ mới đều loại bỏ Monera và hiện nay coi Bacteria, Archaea, Eukarya như là ba vực (hay giới) tách rời.

## Lịch sử
Theo truyền thống, sinh vật được phân loại như là động vật, thực vật, khoáng vật như trong Systema Naturae. Sau khi phát hiện ra kính hiển vi, các cố gắng được thực hiện nhằm xếp đặt vi sinh vật vào hoặc là giới thực vật hoặc là giới động vật. Năm 1866, Ernst Haeckel đề xuất hệ thống ba giới với sự bổ sung Protista như là giới mới và chứa phần lớn các vi sinh vật. Sau đó, Haeckel đề xuất giới thứ tư mà ông gọi là Monera (từ tiếng Hy Lạp: μονήρης, moneres, nghĩa là đơn giản). Một trong tám ngành chính trong Protista của ông được gọi là Moneres. Tiểu thể loại Moneres của Haeckel bao gồm các nhóm vi khuẩn đã biết như Vibrio. Giới Protista của Haeckel cũng bao gồm các sinh vật với nhân chuẩn mà hiện nay người ta gọi là Protista (sinh vật nguyên sinh). Sau này người ta thấy rằng giới Protista của Haeckel là quá đa dạng để có thể coi một cách nghiêm túc như là một giới thật sự.
Năm 1969, Robert Whittaker công bố hệ thống năm giới do ông đề xuất để phân loại các sinh vật. Hệ thống của Whittaker đặt phần lớn các sinh vật đơn bào vào trong hoặc là Monera với nhân sơ hay Protista với nhân chuẩn. Ba giới còn lại trong hệ thống của ông là Fungi, Animalia, và Plantae với nhân chuẩn.

## Phân chia Monera

Cây phát sinh loài, dựa trên các dữ liệu chuỗi rRNA, chỉ ra sự tách rời của vi khuẩn, vi khuẩn cổ và sinh vật nhân chuẩn.

Dựa trên các nghiên cứu phát sinh loài ở mức phân tử, Carl Woese đã đề xuất rằng các sinh vật nhân sơ (Monera) được chia thành 2 nhóm tách rời là Bacteria và Archaea. Trong phát sinh loài do Carl Woese đề xuất năm 1990, cả ba giới này đều có nguồn gốc từ một tổ tiên chung toàn thế giới và điều này là phát sinh loài thể loại được chấp nhận phổ biến nhất ngày nay. Tuy nhiên, diễn giải hiện đại nhất cho ba giới này là "Universal and Eukaryote Phylogenetic Tree" (Cây phát sinh loài chung và sinh vật nhân chuẩn) dựa trên rDNA 16s, như được thể hiện trong Tree of Life Web Project (Dự án sơ đồ của các sinh vật sống).

## Vi khuẩn và vi khuẩn cổ
Điểm khác nhau đáng chú ý nhất giữa vi khuẩn thật sự (Eubacteria) và vi khuẩn cổ (Archaebacteria) là các môi trường mà chúng có thể sinh sống. Vi khuẩn thật sự chiếm phần lớn trong vi khuẩn mà con người có thể tiếp xúc. Những vi khuẩn sống trong hay xung quanh con người, như Escherichia coli và các loài từ chi Salmonella, là vi khuẩn thật sự. Vi khuẩn cổ sinh sống trong các môi trường khắc nghiệt hơn, chẳng hạn trong các suối nước nóng có độ axít cao hay tại các độ sâu hàng dặm dưới lớp băng Bắc cực. Các nhóm này sau đó đã được đổi tên thành Bacteria và Archaea.

## Tổng quan
| Linnaeus 1735 2 giới | Haeckel 1866 3 giới | Chatton 1925 2 vực | Copeland 1938 2 siêu giới 4 giới | Whittaker 1969 5 giới | Woese và ctv. 1990 3 vực | Cavalier-Smith 1998 6 giới |
| -------------------- | ------------------- | ------------------ | -------------------------------- | --------------------- | ------------------------ | -------------------------- |
| (không xử lý)        | Protista            | Prokaryota         | Monera                           | Monera                | Bacteria                 | Bacteria                   |
| (không xử lý)        | Protista            | Prokaryota         | Monera                           | Monera                | Archaea                  | Bacteria                   |
| (không xử lý)        | Protista            | Eukaryota          | Protoctista                      | Protista              | Eucarya                  | Protozoa                   |
| (không xử lý)        | Protista            | Eukaryota          | Protoctista                      | Protista              | Eucarya                  | Chromista                  |
| Vegetabilia          | Plantae             | Eukaryota          | Plantae                          | Plantae               | Eucarya                  | Plantae                    |
| Vegetabilia          | Plantae             | Eukaryota          | Plantae                          | Fungi                 | Eucarya                  | Fungi                      |
| Animalia             | Animalia            | Eukaryota          | Animalia                         | Animalia              | Eucarya                  | Animalia                   |